# Ленинское (Старобешевский район)
Ленинское (укр. Ленінське) / Любовка (укр. Любівка) — село на Украине, находится в Старобешевском районе Донецкой области. Под контролем Российской федерации.

## География
В Донецкой области имеется ещё 4 одноимённых населённых пункта, в том числе 1 село Ленинское в соседнем Амвросиевском районе.

#### Соседние населённые пункты по странам света
С: Шмидта, Прохоровское
СЗ: Новокатериновка, Береговое
СВ: Шевченко, Строитель, Петренки
З: Подгорное, Петровское, Ребриково
В: Колоски, Бурное, Обрезное, Вишнёвое
ЮЗ: Войково, город Комсомольское
ЮВ: Кумачово
Ю: Новозарьевка

## История
12 мая 2016 года Верховная Рада Украины присвоила селу название Любовка в рамках кампании по декоммунизации на Украине. Переименование не было признано властями самопровозглашенной ДНР.

## Население
Население по переписи 2001 года составляло 190 человек.

## Общие сведения
Код КОАТУУ — 1424584603. Почтовый индекс — 87200. Телефонный код — 6253.

## Адрес местного совета
87240, Донецкая область, Старобешевский р-н, с.Новокатериновка, ул.Ленина